# Bergsträßer Rezess
Der Bergsträßer Rezess war ein Vertrag zwischen der Kurpfalz und Kurmainz.
Er wurde am 24. September 1650 zwischen den Kurfürsten Karl Ludwig und Johann Philipp in Neuenhain geschlossen. Der Rezess beendete einen länger andauernden Streit zwischen den beiden Kurfürstentümern um territoriale und konfessionelle Ansprüche. Danach erhielt das katholische Kurmainz das Dorf Viernheim, die Vogtei Sulzbach und das Amt Neuenhain mit den Dörfern Neuenhain, Altenhain, und Schneidhain zugesprochen. Im Gegenzug erhielt die protestantische Kurpfalz das Dorf Seckenheim und das Amt Schauenburg mit Handschuhsheim und Dossenheim. Außerdem wurde in den Präliminarien festgehalten, dass es um das Oberamt Starkenburg (unter anderem mit Heppenheim) keine Streitigkeiten mehr gebe, es also zu Kurmainz gehöre. In den abgetretenen Territorien erhielt jeweils die andere Konfession das Recht auf freie Religionsausübung, was die Einrichtung von Simultankirchen zur Folge hatte.
Die am Oberrhein, der Bergstraße und im Odenwald festgelegten Gebietsansprüche bilden heute fast unverändert die Grenze zwischen Baden-Württemberg und Hessen.